# Thỏ Bắc Cực
Lepus arcticus (tên tiếng Anh: Thỏ Bắc Cực) là một loài động vật có vú trong họ Leporidae, bộ Thỏ. Loài này được Ross mô tả năm 1819.
Loài thỏ này chỉ dự trữ mỡ vào mùa hè. Thỏ Bắc cực chịu rét được nhờ một bộ lông dày và thường đào lỗ dưới mặt đất hoặc tuyết để giữ ấm và ngủ. Thỏ Bắc Cực trông giống như thỏ nhưng có tai ngắn hơn và có thể đứng lên cao hơn, và có thể sống / duy trì ở những nơi lạnh không giống như thỏ. Chúng có thể di chuyển cùng với nhiều loài thỏ rừng khác, đôi khi thành nhóm với hàng chục con hoặc nhiều hơn, nhưng thường được tìm thấy một mình, trong một số trường hợp có nhiều hơn một đối tác. Thỏ Bắc cực có thể chạy với tốc độ tới40 dặm (64 km) per hour. Những loài động vật săn thỏ Bắc Cực gồm có sói Bắc Cực, cáo Bắc Cực và chồn Ermine..

## Phạm vi
Thỏ Bắc Cực phân bố khắp khu vực lãnh nguyên của Greenland và các khu vực cực bắc Canada. Về phía nam phạm vi phân bố của nó, thỏ Bắc Cực thay đổi màu lông, thay lông và mọc lông mới, màu lông từ nâu hoặc xám trong mùa hè thành màu trắng vào mùa đông, giống như một số loài động vật Bắc cực khác bao gồm chồn ermine và ptarmigan, giúp nó ngụy trang theo thay đổi môi trường xung quanh. Tuy nhiên, thỏ rừng Bắc cực ở xa về viễn bắc của Canada, nơi mà mùa hè là rất ngắn, vẫn có màu trắng quanh năm.

## Kích cỡ
Thỏ Bắc cực là một trong những loài động vật gặm nhấm còn sống lớn nhất. Tính trung bình, nó dài 4,5–10 cm (1,8–3,9 in). Trọng lượng cơ thể thường khoảng giữa 2,5–5,5 kg (6–12 lb), dù các mẫu vật lớn có thể nặng tới 7 kg (15 lb).

## Hình ảnh

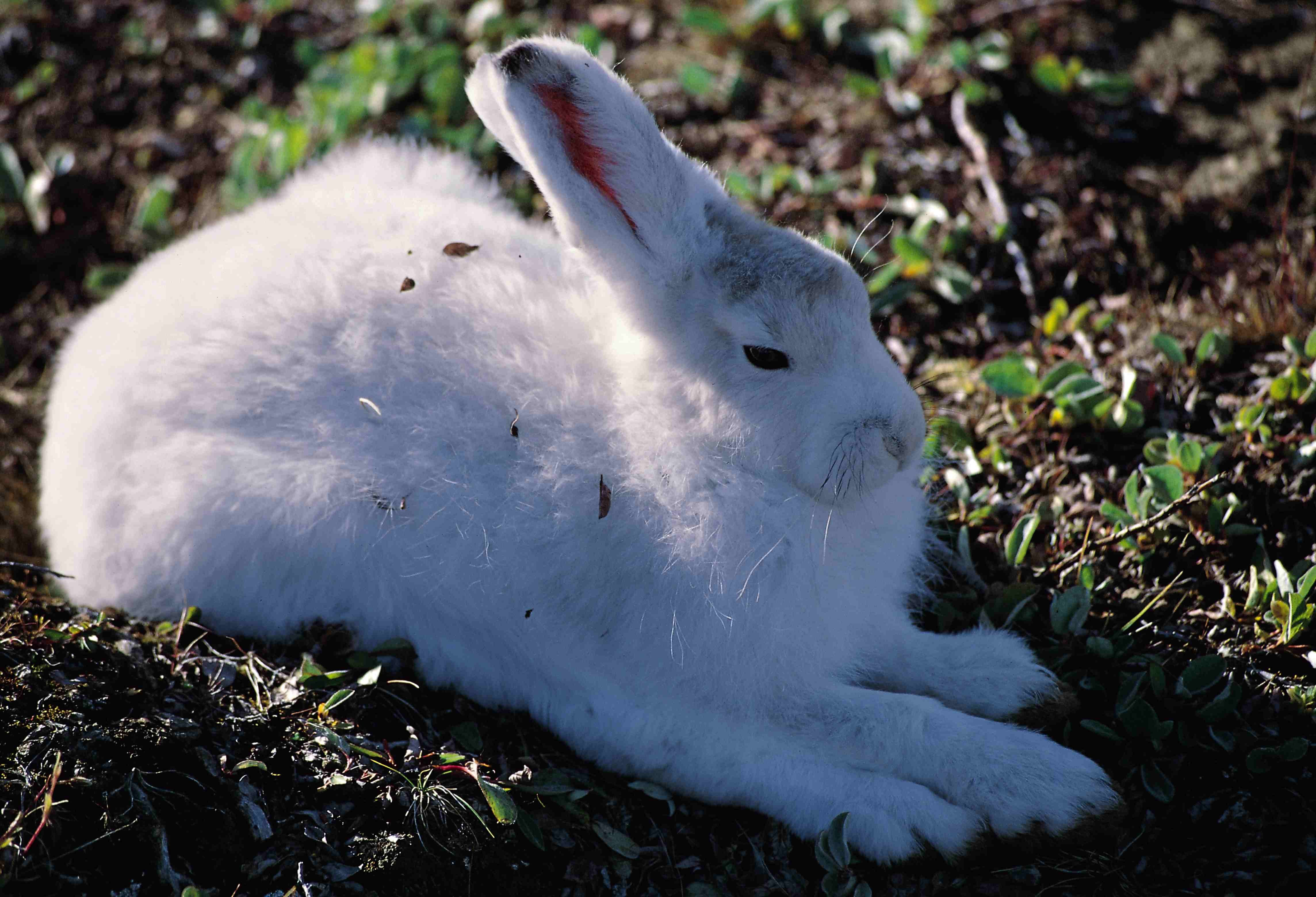
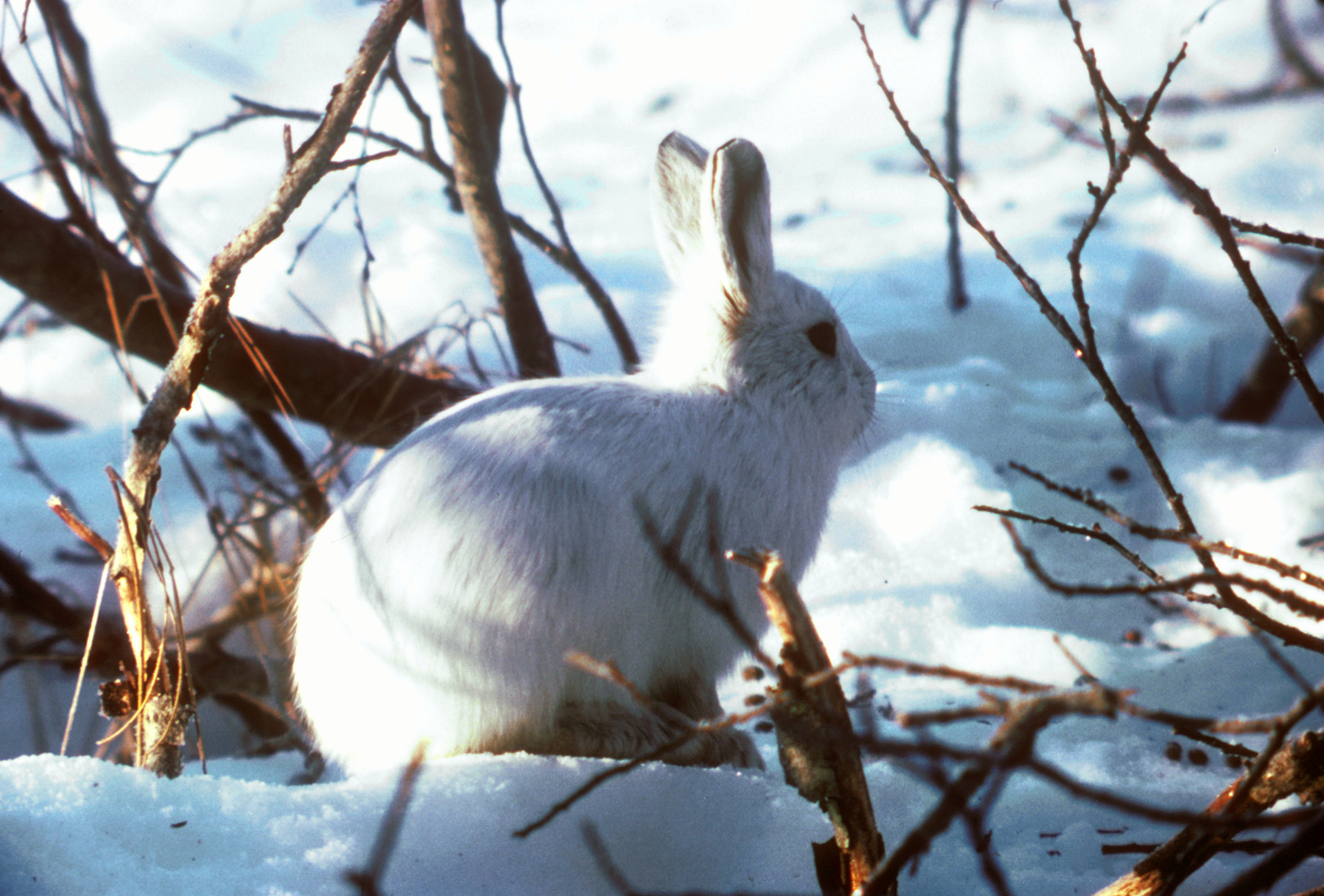
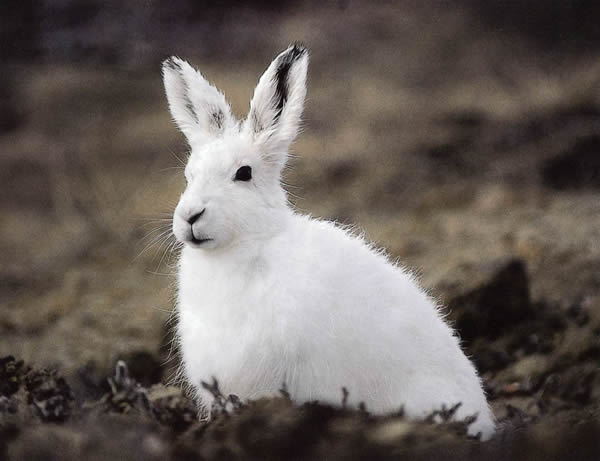
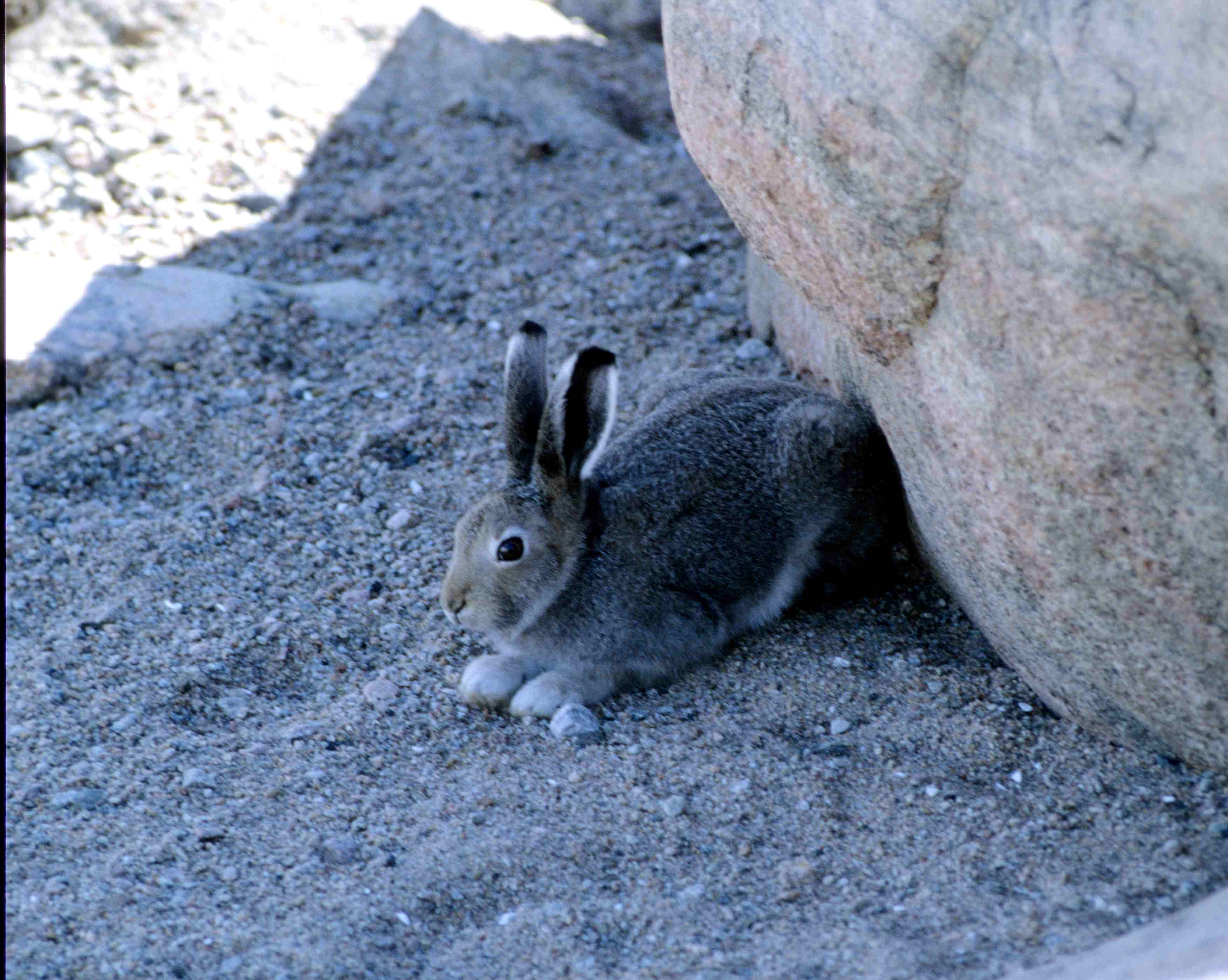

## Phân loài
- Lepus arcticus arcticus
- Lepus arcticus banksii
- Lepus arcticus groenlandicus
- Lepus arcticus monstrabilis